# Gare de Berlin Messe Süd
 (janvier 2020).
Si vous disposez d'ouvrages ou d'articles de référence ou si vous connaissez des sites web de qualité traitant du thème abordé ici, merci de compléter l'article en donnant les références utiles à sa vérifiabilité et en les liant à la section « Notes et références ».
La gare de Berlin Messe Süd est une gare ferroviaire allemande de la ligne de banlieue de Spandau. Elle est située dans le quartier de Westend à Berlin.

## Situation ferroviaire
La gare de Berlin Messe Süd est située au point kilométrique (PK) 13,6 de la ligne de banlieue de Spandau, entre les gares de Berlin Westkreuz et de Berlin Heerstraße. Les voies longue distance de la Hamburger Stadtbahnanschluss sont parallèles aux voies de banlieue, qui sont guidées au sud après la plate-forme et traversent les voies de banlieue au niveau de la gare de Heerstrasse. L'itinéraire commun incisé est bordé par le parc des expositions et la Jafféstrasse au nord et par la colonie d'Eichkamp au sud.

## Histoire
La première halte d'Eichkamp ouvre le 1er mai 1896 sur la ligne de Berlin à Blankenheim et est à environ 250 m au sud-est de la gare S-Bahn actuelle. L'arrêt avait une plate-forme centrale, la seule sortie était à l'est vers la Werkstattstrasse (depuis 1925: Cordesstrasse), où il y avait un petit guichet. À cette époque, le chemin de fer reliant Spandau conduisait directement de la ligne de Berlin à Blankenheim à la gare de Heerstrasse via le parc des expositions actuel. Au cours de la grande électrification de la ville de Berlin, les lignes urbaines, périphériques et de banlieue et la construction du parc des expositions, les systèmes ferroviaires à l'intersection de la ligne de Berlin à Blankenheim et la Ringbahn de Berlin ainsi que les itinéraires en provenance de Spandau sont profondément modifiés. La ligne reliant Spandau est basculé vers le sud pour faire place à l'agrandissement du parc des expositions. Dans le même temps, elle a une deuxième paire de voies pour séparer complètement le trafic longue distance du trafic local. En 1928, la gare de Westkreuz est créée comme point de transfert entre les différents trajets de banlieue et comme accès au parc des expositions. L'ancien arrêt d'Eichkamp est abandonné et une nouvelle gare du même nom est installée sur la ligne de banlieue de Spandau, elle ouvre le 23 août 1928. Initialement, la gare n'a qu'une seule sortie sur la Waldschulallee vers la résidence d'Eichkamp. Pour des raisons de coût, les quais ne sont couverts qu'au niveau des cages d'escalier, mais une toiture complète et une sortie nord-est vers le parc des expositions sont déjà prévues.
En 1935, la deuxième sortie pour prolonger la passerelle pour piétons est ouverte pour mieux relier le parc des expositions et la nouvelle  Deutschlandhalle. La conception de Fritz Hane et Hugo Röttcher est basée sur le système existant, mais n'utilise pas de bâtiment d'accueil. Le bâtiment d'accès n'avait qu'une simple salle avec des composteurs de billets et des passimètres. Le 15 mai 1936, la gare est renommée Deutschlandhalle.
Le trafic S-Bahn s'arrête à cause de la guerre en avril 1945 et reprend le 9 juin 1945. Le 1er octobre 1946, le nom change pour Eichkamp.
Après la construction du mur de Berlin et le boycott de la S-Bahn, le nombre de passagers dans l'ensemble du réseau S-Bahn de Berlin-Ouest chute considérablement. Après la grève de la Reichsbahn à Berlin-Ouest qui commence le 17 septembre 1980, la Reichsbahn cesse de fonctionner sur la plupart des itinéraires, y compris la ligne de banlieue de Spandau. Alors que les entrées d'Eichkamp sont fermées, la gare est exposée au vandalisme.
Le 9 janvier 1984, la Berliner Verkehrsbetriebe (BVG) reprend les droits d'exploitation de la S-Bahn de Berlin-Ouest. Au cours des années suivantes, la section sud de la ligne de banlieue de Spandau pour l'école de conduite. Un redémarrage est également prévu. Les plans deviennent plus concrets avec la réunification des deux moitiés de la ville en 1989-1990. En 1991, la première mesure est la rénovation du bâtiment d'accueil. En 1997, les installations restantes sont rénovées, suivies du redémarrage du tronçon de Westkreuz à Pichelsberg le 16 janvier 1998. L'entrée nord est démolie et un ascenseur est construit à sa place. Dans le cadre de la réouverture, un accès est à la Eichkampstrasse et un accès ouest au parc des expositions sont également réalisés. Ce dernier est ouvert uniquement lors d'événements et est donc large pour le nombre de visiteurs. Pour une meilleure orientation, la gare est renommée Messe Süd (Eichkamp) le 16 juin 2002.

## Service des voyageurs

### Intermodalité
Dans Eichkampstraße, il est possible de changer pour la ligne d'omnibus 349 de la Berliner Verkehrsbetriebe.

## Patrimoine ferroviaire
Le bâtiment d'accueil sur Waldschulallee, comme l'escalier du milieu, est conçu en brique de clinker rouge et blanc selon les plans de Richard Brademann. La façade du bâtiment de la gare est presque identique à celle de la gare de Westkreuz. La structure du puits de lumière s'élève en retrait au-dessus du large rez-de-chaussée avec des panneaux muraux triangulaires et une corniche profilée. Des lumières verticales en verre opale sont fixées aux gabarits muraux, ce qui, avec le nom de la station en lettres néon, créait une situation d'éclairage impressionnante la nuit. À la réouverture de la gare après la Seconde Guerre mondiale, les lettres illuminées sont remplacées par des lettres simples dorées. Entre l'entrée (à droite) et la sortie (à gauche), il y avait un kiosque avec une vitrine côté rue. À l'intérieur du hall de réception se trouvaient la zone de récupération des bagages, deux guichets complétés en 1935 et un snack dans la rue, à gauche du restaurant de la gare. Les murs du hall sont plaqués dans la partie inférieure sur une rangée de socle noir avec des carreaux de céramique jaune, l'extrémité supérieure est formée par une corniche étroite en pierres de céramique noires. Le haut du mur et le plafond sont enduits de couleur crème. Le restaurant, la direction de la gare et le kiosque ne sont plus présents lors de l'ouverture en 1998 et sont vides.
En raison de l'emplacement du bâtiment sur la pente, le côté piste est conçu sur trois étages. Les deux niveaux du sous-sol sont utilisés pour les salles de service, et la boîte de signalisation Eich est intégrée dans la partie sud-est du premier niveau du sous-sol, régulant le trafic longue distance et suburbain sur l'itinéraire dans cette zone.
Au milieu du bâtiment de la gare se trouve un passage vers la passerelle divisé par un passimètre, les escaliers menaient à la plate-forme des deux côtés. Les structures en fer peint en vert se détachent clairement des briques de clinker rouges du bâtiment d'accueil. 
Les bâtiments en hauteur de la plate-forme pour les salles de service, les toilettes… ont des toits plats en porte-à-faux. Les éléments de remplissage de la construction en fer sont plaqués avec des carreaux de céramique de couleur rouge. La plate-forme centrale de 160 mètres de long pour le S-Bahn est couverte sur les deux tiers de la longueur. Outre l'entrée centrale du bâtiment d'accueil de la Waldschulstrasse et de la Jafféstrasse, il y a une sortie ouest vers le parc des expositions et une sortie est vers la Eichkampstrasse depuis 1998.